# Panzerschnellbrücke 2
Die Panzerschnellbrücke (PSB) 2 war ein Brückenlegepanzer in bilateraler Entwicklung von Deutschland und den Niederlanden und ein möglicher Nachfolger der Panzerschnellbrücke „Biber“.

## Entwicklung
Im Jahr 1999 beschlossen Deutschland und die Niederlande in einem Gemeinschaftsprojekt, einen Nachfolger für den an seine Leistungsgrenzen (v. a. maximal zulässiges Überfahrgewicht) gestoßenen Brückenleger Biber auf Leopard-1-Fahrgestell zu entwickeln.
Aus vier Angeboten der Industrie mit unterschiedlichen Konzepten wählte man die Lösung von MAN Mobile Bridges GmbH (seit 2005 ein Teil von Krauss-Maffei Wegmann). Nach Tests und Überfahrversuchen der Brücke mit verschiedenen Belastungsfahrzeugen, darunter dem Leopard 2 mit Militärischer Lastenklasse (MLC) 70, übergab man das Erprobungsmuster 2002 nach der Beseitigung der Mängel an das Bundesamt für Wehrtechnik und Beschaffung (BWB) zur Truppenerprobung.
Nach mehreren Probeläufen, in denen allerdings die Verlegezeiten der jeweiligen Brückenlängen nicht erreicht werden konnten, wurde das Projekt in Frage gestellt. Als Nachfolger testete die Bundeswehr ab 2009 das Leguan-Brückensystem auf einem Leopard-2-Fahrgestell. Das Projekt PSB 2 gilt seither als eingestellt.

## Allgemein
Die Panzerschnellbrücke 2 gehört zur Gruppe der Kampfunterstützungsfahrzeuge und besteht aus dem Brückenleger auf Leopard-2-Fahrgestell von Krauss-Maffei Wegmann und der dreiteiligen Panzerschnellbrücke 2. Wie auch sein Vorgänger wird er eingesetzt, um Geländeeinschnitte wie Gewässer und Schluchten im Gefecht zu überwinden. Die Besatzung besteht aus zwei Soldaten, dem Fahrer und dem Kommandanten. Der Brückenleger ist unbewaffnet, verfügt aber über eine Nebelmittelwurfanlage. Durch Entfernungsmessgeräte, Wärmebildgerät und CCD-Kamera ist ein Verlegevorgang auch in der Nacht möglich.

## Technik
Die PSB 2 besteht aus einem modularen Brückensystem, gefertigt aus Aluminium, welches horizontal im freien Vorbau verlegt wird. Das gesamte Verlegesystem besteht aus Verlegearm und Verlegearmkippzylinder. Der Schwenkarm und die Wanne bilden dabei ein Parallelogramm, das mit einem Schwenkzylinder verfahren werden kann. Die drei Brückenmodule haben eine Länge von je 9,70 m, was die Verlegung von drei kurzen Brücken (3 × 9,70 m; Verlegedauer jeweils ca. 3 Minuten), einer kurzen und einer mittleren Brücke (1 × 9,70 m + 1 × 18,70 m) oder einer langen Brücke (1 × 27,70 m; Verlegedauer rund 6 Minuten) ermöglicht. Die Höhe der einzelnen Module beträgt 0,65 m, die Breite 4,0 m. Ein Modul wiegt knapp fünf Tonnen. Das Koppeln der Brückenteile erfolgt automatisch. Die Brücken erreichen für Kettenfahrzeuge die Lastenklasse 70, für Radfahrzeuge MLC 100.